# WebMethods Integration Server
webMethods Integration Server (lub webMethods ESB) – bazujący na Javie, wieloplatformowy serwer integracyjny klasy enterprise i jednocześnie jeden z kluczowych elementów rodziny webMethods. Umożliwia on w łatwy sposób tworzenie i udostępnianie usług, mapowanie komunikatów różnych typów, oraz realizację komunikacji między różnorodnymi systemami i technologiami.
Integration Server wspiera tworzenie usług w języku Java (opcjonalnie w C/C++), ale dzięki graficznemu edytorowi przede wszystkim zachęca do pracy z własnościowym językiem flow znanym jako webMethods Flow. Wspiera także koncepcję adapterów, oferując zarówno adaptery technologiczne, jak i przeznaczone dla produktów firm trzecich.
webMethods Flow jest graficznym językiem programowania strukturalnego, którego przejrzystość i prosta konstrukcja pozwala na skupienie logiki biznesowej usług bezpośrednio na platformie integracyjnej. To w dalszej kolejności ułatwia analizę zmian oraz modyfikację logiki realizacji usług w przyszłości.
Sam język webMethods Flow składa się z kilku kluczowych elementów programistycznych takich jak:
- INVOKE – wywołanie innej usługi
- MAP – wykonanie mapowania danych z możliwością wykonania transformacji danych przy użyciu innej funkcji lub usługi
- SEQUENCE – blok kodu z definicją warunku przerwania wykonywania bloku
- LOOP – pętla
- BRANCH – krok warunkowy
- EXIT – wyjście z bloku kodu lub serwisu z możliwością sygnalizacji wyjątku
- REPEAT – powtarzanie określonej sekwencji instrukcji z możliwością definiowania ilości powtórzeń oraz czasowych odstępów pomiędzy powtórzeniami

Za pomocą webowego interfejsu użytkownika Integration Server udostępnia narzędzia administracyjne, konfiguracyjne i monitorujące.

## Cechy produktu
Języki programowania:
- Java
- webMethods Flow
- webMethods DSP (Dynamic Server Pages)
- C/C++
- SQL (poprzez adapter)

Podstawowe protokoły/standardy:
- HTTP/HTTPS
- FTP/FTPS (FTPS od wersji 6.5)
- Web Services/SOAP (SOAP 1.1 do wersji 6.5)
- XML
- LDAP
- SMTP

Dodatkowe protokoły/standardy (poprzez adaptery):
- EDI/Flatfiles
- XSLT
- JMS (Java Messaging Service)
- IBM WebSphere MQ
- EDIINT
- RosettaNet
- Microsoft .NET
- SAP
- Siebel
- PeopleSoft
- Remedy

webMethods Integration Server zawiera wbudowany Apache Tomcat lub JBoss J2EE dla zgodności z webowym lub pełnym profilem Java EE/JEE (dawniej J2EE) (JSP/Servlets, EJB).

## Środowisko
webMethods Integration Server oferowany jest ze wsparciem na platformach:
- Solaris
- HP-UX
- AIX
- Windows
- Linux
- AS/400

webMethods Integration Server da się uruchomić na różnych wersjach Java, ale wsparcie ograniczone jest dla wybranych wersji, w zależności od wersji produktu.

## Instalacja
Instalacja produktu odbywa się za pomocą programu webMethods Installer.